# Erich Ludendorff
Erich Friedrich Wilhelm Ludendorff , nemški general in politik * 9. april 1865, † 20. december 1937.
V bitki pri Liègu je nemške sile uspešno popeljal do zmage, poleg tega pa je bil poleg von Hindenburga eden od odločilnih poveljnikov v bitki pri Tannenbergu. Od leta 1916 je kot prvi namestnik načelnika vrhovnega štaba pridobil odločilen vpliv na celotno vodenje vojne in državno politiko. Konec septembra 1918 je zahteval nemško ponudbo za premirje.
Novembra 1923 je sodeloval v Hitlerjevem prevratu. Skupaj s svojo drugo ženo je razvil protikrščanske in antisemitske ideje, vendar je po letu 1925 opustil Hitlerjeve cilje in ideje ter jih javno kritiziral. Leta 1937 je na srečanju vojaškega vodstva predlagal dosledno mirovno politiko. Bil je eden od soustanoviteljev Tannenberške zveze in Zveze za nemško božje spoznanje.